# Когут, Лев
Лев Когут (7 февраля 1878, Черновцы — 26 октября 1947, Грац, Австрия) — украинский общественно-политический деятель, журналист, издатель.

## Биография
В 1898 году окончил гимназию, в 1904 году Черновеций университет, после чего работал в Черновцах адвокатом. Ещё в студенческие годы проявлял активную общественную деятельность. За собственный счёт закупал и распространял украинские книги на Буковине.
Лев Когут в 1902—1903 гг. редактировал газеты Революционной украинской партии («Гасло», «Селянин») и отдельные брошюры выходили в Черновцах. Был соучредителем и первым директором «Крестьянской кассы» с 1903 года. Соучредитель и деятель Украинской Народной Организации Буковины (1922—1927), вице-президент Украинской национальной партии (1927-1938). Издавал многочисленные статьи на экономические и культурные темы. Автор отдельных работ. На протяжении 1920-х годов редактировал многочисленные журналы.
Умер будучи эмигрантом в Граце, Австрия.